# Quentin Tarantino
Quentin Jerome Tarantino, född 27 mars 1963 i Knoxville, Tennessee, är en amerikansk filmregissör, manusförfattare, filmproducent och skådespelare, känd för att ha regisserat filmer som Pulp Fiction, Kill Bill, Django Unchained och Inglourious Basterds.
Under Tarantinos karriär som filmskapare har han skapat både kritikerhyllade alster och kommersiella succéer. Han har belönats med flera filmpriser, inklusive två Oscars, fyra Golden Globes, två BAFTA Awards, Guldpalmen, och han har även nominerats till en Emmy och en Grammy.
Tarantinos filmer genomsyras av en speciell berättarton som ger dem en karakteristisk karaktär. De är ofta fyllda av action, som då och då saktas ner av långa dialoger/monologer, där tiden tycks stå stilla. Ett grovt och också blodigt våld, ofta blandat med svart humor, är ett återkommande inslag, liksom överraskande vändningar och tidshopp i handlingen. Tarantino är öppet fotfetischist, något som också lyser igenom i filmerna. De fiktiva varumärkena Big Kahuna Burger och Red Apple cigaretter brukar också synas i hans verk.  
Tarantino låter sällan en kompositör komponera ny musik till sina filmer, utan använder istället redan utgivna låtar eller filmmusik från äldre filmer, ofta alster av Ennio Morricone. Undantag är filmerna Kill Bill och The Hateful Eight, där musiken i den senare komponerades på beställning, i detta fall av just Morricone. 
Tarantino var 2004 ordförande i juryn för filmfestivalen i Cannes utmärkelse Guldpalmen. Han är också medgrundare till produktionsbolaget A Band Apart och driver en biograf i Los Angeles sedan 2014.

## Karriär
Som egen regissör och manusförfattare använder Tarantino oftast Lawrence Bender som producent, och, innan hennes död 2010, Sally Menke som klippare. Han samarbetar också ofta med Robert Rodríguez och Roger Avary.

### 1980-talet

#### My Best Friend's Birthday
1984, då Tarantino arbetade på videobutiken Video Archives i Manhattan Beach, Kalifornien, debuterade han som filmregissör i My Best Friend's Birthday med ett manus han skrev tillsammans med kollegan Craig Hamann. Filmteamet bestod av övriga arbetare på Video Archives, inklusive Roger Avary. Filmen, med en budget på 5 000 dollar, gjordes i svartvitt med 16-milimetersfilm, som Tarantino själv sedan redigerade. Dess ursprungliga speltid var  70 minuter, men på grund av en brand i filmlaboratoriet överlevde bara 36 minuter. Filmen, som senare kom att bli grunden för True Romance, visades på några filmfestivaler 1987 men släpptes aldrig för den officiella biopubliken. Den ofärdiga versionen finns att ses på YouTube. Filmen tog nästan tre år att spela in och Tarantino har sagt att detta var hans praktiska filmutbildning.

### 1990-talet

#### De hänsynslösa
De hänsynslösa blev Tarantinos första långfilm. Han skrev manuset på tre och en halv vecka och producenten Lawrence Bender vidarebefordrade det till regissören Monte Hellman som hjälpte Tarantino att säkra finansieringen. Planen var att filma med en budget på 30 000 dollar med 16-milimetersfilm, och rollbesättningen skulle bestå av Tarantinos närmsta vänner, inklusive Bender själv. Dock blev Tarantino kontaktad av Harvey Keitel som ville medverka som medproducent och som skådespelare då han läste en kopia av manuset och tyckte om den. Med Keitels hjälp lyckades filmteamet öka budgeten till 1,5 miljoner dollar och Tarantino kunde då använda sig av större skådespelare som Michael Madsen, Steve Buscemi, Chris Penn och Tim Roth. Keitel fick en huvudroll och Tarantino spelade själv en av de mindre bärande rollerna.
Filmen, som kombinerar mycket grovt och blodigt våld med svart humor, knivskarpa dialoger, överraskande vändningar och kronologiska hopp, hade premiär på Sundance Film Festival 1992. Den fick där positiva recensioner av kritikerna och tidningen Empire utnämnde filmen till den "Största independentfilmen genom tiderna".

#### True RomanceochNatural Born Killers
Det första filmmanuset som Tarantino skrev är True Romance, vilket han hävdar är det mest självbiografiska film han har skrivit. Han hade dock inget intresse av att regissera filmen själv utan sålde manuset för 50 000 dollar. Efter en överenskommelse blev Tony Scott filmens regissör. Trots att han ändrade den olinjära berättelsen till en mer konventionell linjär struktur och ändrade slutet, blev Tarantino dock nöjd med resultatet. True Romance hade premiär 1993 och hyllades av kritikerna, men blev dock inte en kassasuccé. Filmens handling bygger till stor del på My Best Friend's Birthday.
Det andra filmmanuset som Tarantino skrev är Natural Born Killers. När han inte hade möjlighet att regissera filmen själv sålde han manuset till producenterna Jane Hamsher och Don Murphy för 10 000 dollar. Hamsher och Murphy sålde i sin tur manuset till Warner Bros.. Vid den tidpunkten sökte Oliver Stone efter något enkelt att filma efter att ha blivit utmattad av sina tidigare filmprojekt, och kände att Natural Born Killers var precis det han letade efter. Stone gjorde dock så stora förändringar i manuset att Tarantino endast blev krediterad för filmens synopsis. När filmen hade premiär 1994 möttes den av blandade till positiva recensioner av kritiker, men blev mycket kontroversiell på grund av dess grafiska våld. Filmen har anklagats för att ha inspirerat "copycat"-mördare.

#### Pulp Fiction
Efter genombrottet med De hänsynslösa fick Tarantino flera erbjudanden från Hollywood att regissera filmer som Speed och Men in Black. Istället bestämde han sig för att resa till Amsterdam med kollegan Roger Avary, för att arbeta på det manus som skulle bli Pulp Fiction. På samma sätt som De hänsynslösa är filmen berättad med en hoppande kronologis, knivskarpa dialoger, blodigt våld med svart humor, och överraskande vändningar, vilka skulle bli typiska element i framtida filmer av Tarantino. Själva namnet på filmen syftar på öknamnet på tidningar från mitten av 1900-talet tryckta på sämre papperskvalitet och kända för grafiskt våld och kraftfulla dialoger.
När manuset blev klart försökte Lawrence Bender få finansiering från Columbia TriStar, men fick avslag. Efter det vände han sig till Miramax Films, där medordföranden Harvey Weinstein omedelbart blev fascinerad av manuset, och beslutade sig för att finansiera produktionen.
När filmen hade premiär på Filmfestivalen i Cannes 1994 belönades den med det mest prestigefyllda filmpriset Guldpalmen. Den blev även en stor hit på bioduken och drog in över 213 miljoner dollar världen över. Tarantino och Avary erhöll varsin Oscar för Bästa originalmanus. Filmen ökade dessutom karriärstatusen för skådespelarna John Travolta, Samuel L. Jackson och Uma Thurman, som alla nominerades till Oscar för sina insatser. Filmen anses allmänt vara Tarantinos mästerverk.[källa behövs]

#### Four RoomsochFrom Dusk Till Dawn

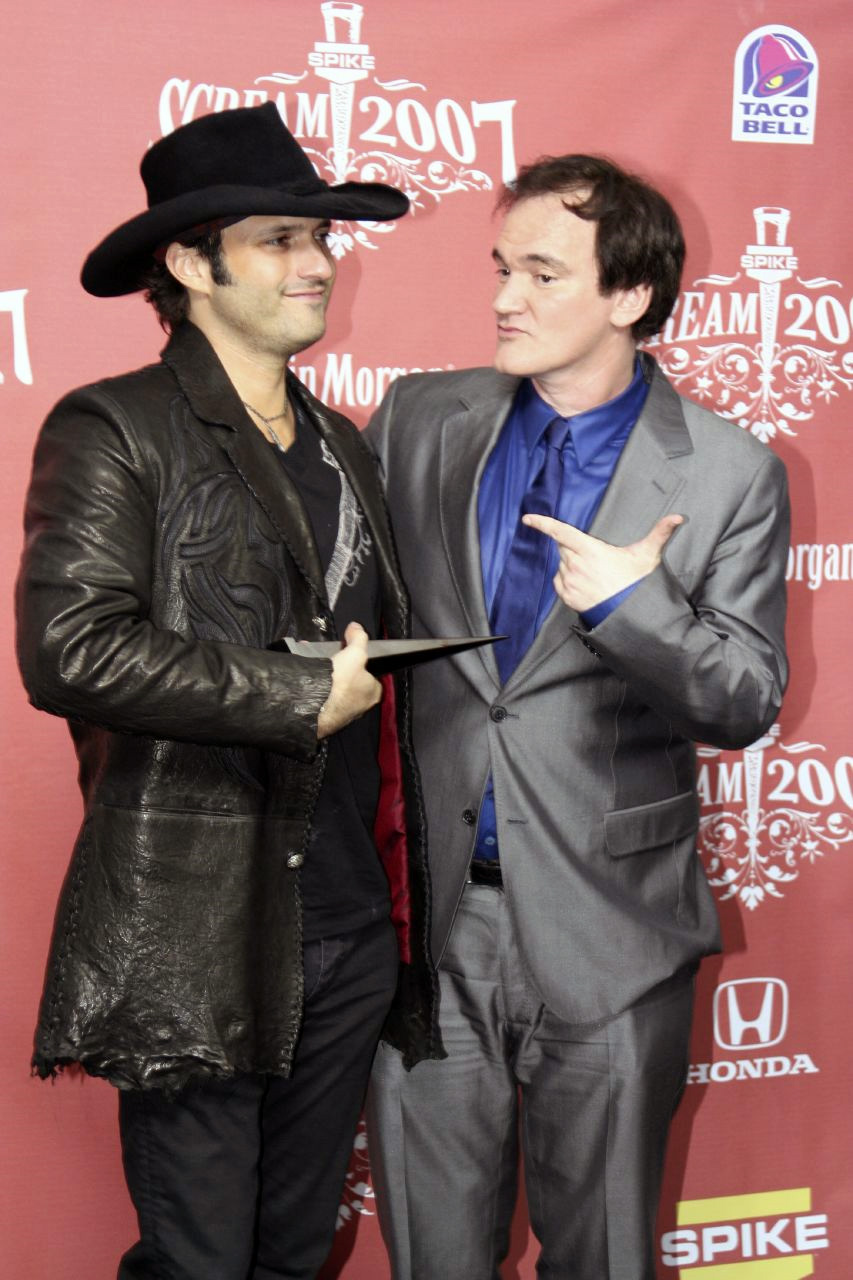
Tarantino samarbetar ofta med sin gode vän Robert Rodríguez. Bild tagen 2007.

Efter att Pulp Fiction färdigställdes regisserade Tarantino den fjärde delen av komedifilmen Four Rooms, "Mannen från Hollywood", som var en hyllning till avsnittet "Man From the South" från Alfred Hitchcock presenterar med Steve McQueen,i en adaptering av en kort berättelse av Roald Dahl. De övriga regissörerna till filmen var Allison Anders, Alexandre Rockwell och Robert Rodríguez. Filmen möttes dock av negativa recensioner.
Det första filmmanus som Tarantino fick betalt för att skriva, 1 500 dollar, var From Dusk Till Dawn. Makeup-artisten Robert Kurtzman bad honom att skriva ett manus, grundat på Kurtzmans idé, som gentjänst för att Kurtzman gjort sminkarbete i De hänsynslösa. Tarantino avstod från att regissera filmen, för att istället lägga mer fokus på manuset, och på sin egen roll i filmen. När Kurtzman själv avböjde att regissera erbjöd Tarantino registolen till kompisen Robert Rodríguez, som tackade ja. Filmen fick blandade till positiva recensioner av kritiker och uppnådde snabbt kultstatus. Filmen fick två uppföljare, som Tarantino och Rodríguez var med och producerade. De släpptes direkt på video och ingen av dem fick lika stor framgång som den första filmen.

#### Jackie Brown
Den tredje filmen av Tarantino blev Jackie Brown, baserad på romanen Rum Punch av Elmore Leonard. Filmen var en hyllning till blaxploitationfilmer och titelrollen spelades av Pam Grier, som brukade medverka i just såna filmer under 1970-talet. Filmen möttes av positiva recensioner av kritiker och ökade karriärstatusen för Grier och Robert Forster, vilka båda tidigare inte har haft stora filmroller på länge. Grier nominerades till en Golden Globe och Forster nominerades till en Oscar. Leonard ansåg personligen att filmen var en av de bästa filmadapteringar av hans böcker. Jackie Brown är hittills Tarantinos enda film som är baserad på en förlaga och den minst våldsamma film han gjort.

### 2000-talet

#### Kill Bill
Tarantino planerade att filma Inglourious Basterds men hade problem med att göra klart slutet så han sköt upp projektet för att fokusera sig på Kill Bill, där Tarantino blandar olika filmstilar som kinesiska kung fu-filmer, japanska samurajfilmer, spaghetti-western samt rape & revenge-filmer. När filmen höll på att bli över fyra timmar lång delades den i två delar, Volume 1 (2003) och Volume 2 (2004). Idéerna till Kill Bill är baserade på karaktären The Bride som utvecklades av Tarantino och Uma Thurman (som spelade huvudrollen) under produktionen av Pulp Fiction. Tarantino har sagt i en intervju att den svenska filmen Thriller – en grym film var en stor och viktig inspirationskälla. Kill Bill-filmerna möttes av positiva recensioner av kritiker och Thurman och David Carradine nominerades till Golden Globes för deras rollinsatser.

#### Grindhouse

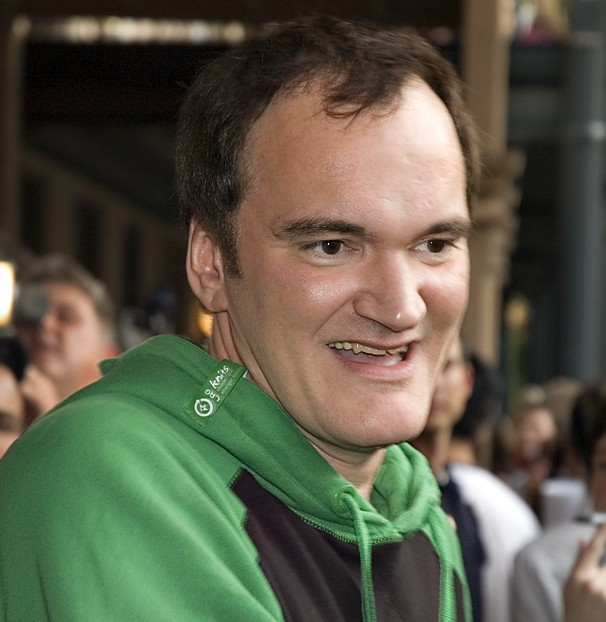
Tarantino vid premiären av Grindhouse i Austin, Texas 2007.

Nästa projekt med Rodríguez blev Grindhouse, bestående av filmerna Death Proof av Tarantino och Planet Terror av Rodríguez. Grindhouse var en hyllning till exploitationsfilmen som under 70-talet brukade visas på drive in-biografer. När Tarantino regisserade Death Proof agerade han själv filmfotograf, vilket då var första gången för honom. Filmerna kom ut 2007 och möttes av positiva recensioner av kritiker men blev inte så stora kommersiella succéer. Death Proof var nominerad för Guldpalmen vid Filmfestivalen i Cannes. Fem stycken fejkade trailers gjordes i samband med Grindhouse, varav två av dem skulle senare bli till riktiga långfilmer, däribland Machete som Rodríguez regisserade 2010.

#### Inglourious Basterds

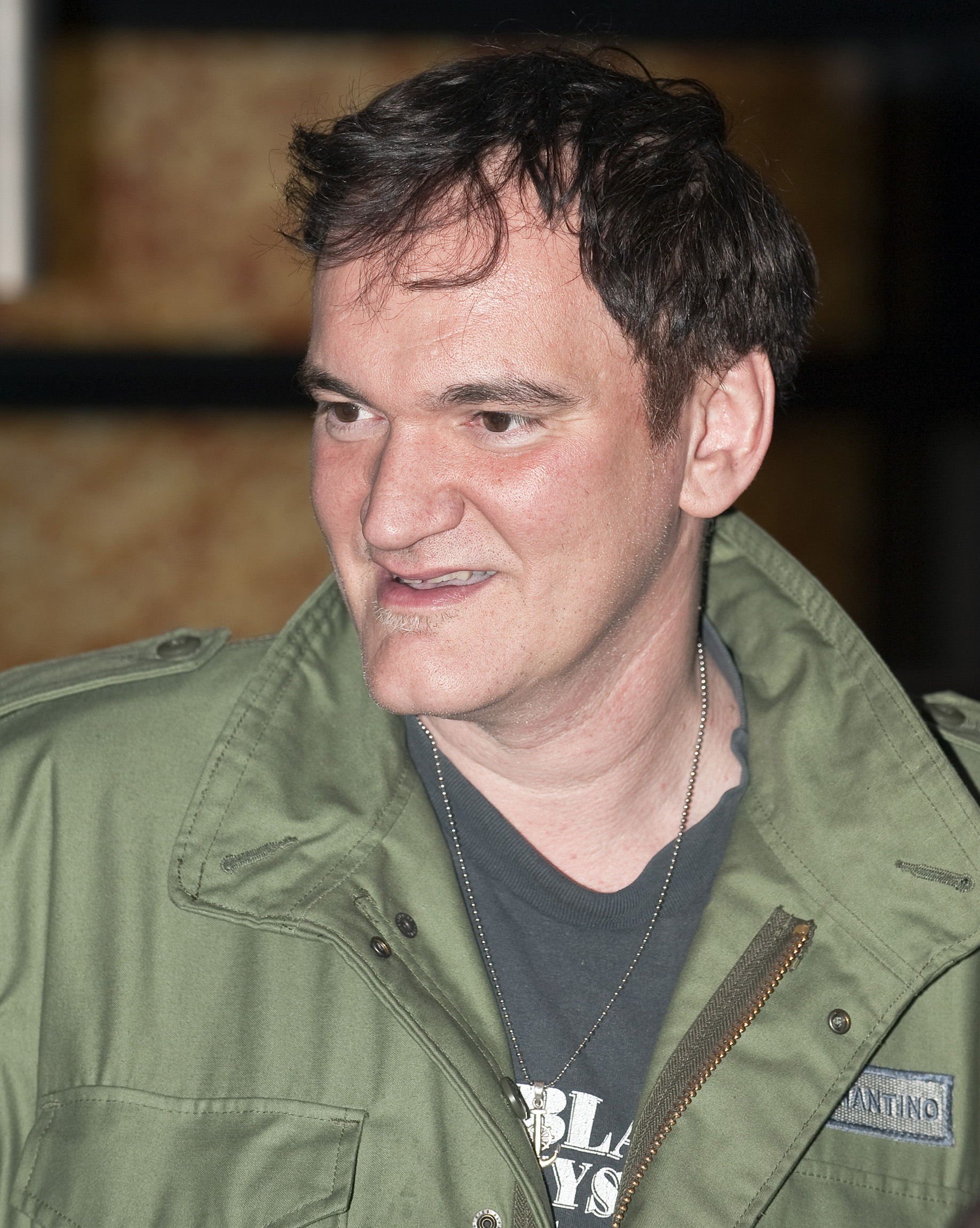
Tarantino i Berlin 2009.

I oktober 2008 började Tarantino filma Inglourious Basterds då slutet av manuset blev klart. Han hade jobbat med manuset i mer än tio år. Filmen ger en alternativ version av andra världskriget där den utspelar sig i tyskockuperade Frankrike och skildrar två mordförsök på ledarna för nazistpartiet. Inspelningen skedde i Tyskland och Frankrike. Titeln på filmen är lånad från den italienska filmen Inglorious Bastards som regisserades av Enzo G. Castellari 1978.
Filmen hade premiär vid Filmfestivalen i Cannes 2009 och nominerades till Guldpalmen. Filmen hyllades av kritikerna och drog in över 321 miljoner dollar världen över. Den var nominerad till åtta stycken Oscars, inklusive för Bästa film. Tarantino var nominerad för Bästa regi och Bästa originalmanus.
Den då internationellt okände skådespelaren Christoph Waltz belönades med en Oscar för sin roll som SS-Standartenführer Hans Landa. Waltz vann dessutom priset för bästa manliga skådespelare vid filmfestivalen i Cannes.

### 2010-talet

#### Django Unchained

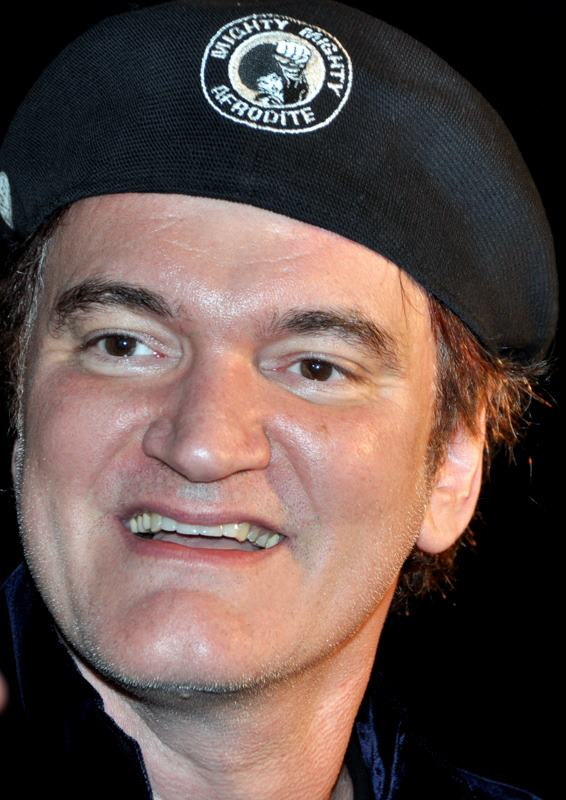
Tarantino i Paris 2013.

Vid sent 2011 påbörjades produktionen av Django Unchained, som handlar om slaven Django som slår följe med den tyska prisjägaren Dr. King Schultz för att hitta och befria sin fru från en elak plantageägare. Tarantino var intresserad av att göra en spaghettivästern som utspelade sig i den djupa södern av Amerika. Filmen var delvis en hyllning till den äldre västernfilmen Django (1966).
Filmen hade världspremiär 25 december 2012 och drog in över 425 miljoner dollar, vilket gör den till Tarantinos mest inkomstbringande film. Den hyllades av kritikerna, men fick en viss kritik för skildringen av slaveriet och för sitt våld. Filmen nominerades till fem stycken Oscars, inklusive för Bästa film. Tarantino belönades med en Oscar för manuset och Christoph Waltz belönades med en Oscar för rollen som Dr. King Schultz.

#### The Hateful Eight
I november 2013 berättade Tarantino att han arbetade med ny film som skulle bli en western. Han uppgav att den inte skulle vara en uppföljare till Django Unchained. Den 12 januari 2014 tillkännagavs det att titeln på filmen skulle bli The Hateful Eight. Inspelningen skulle ursprungligen ha påbörjats sommaren 2014, men när manuset läcktes beslutade Tarantino att lägga ner projektet och publicera handlingen i en roman istället. Han berättade att han i förtroende gav manuset till sex personer, inklusive Bruce Dern, Tim Roth och Michael Madsen. Den 19 april anordnade Tarantino en högläsning av det läckta manuset på Ace Hotel Los Angeles. Skådespelare som deltog i högläsningen var Samuel L. Jackson, Kurt Russell, Amber Tamblyn, James Parks, Walton Goggins, Zoë Bell, James Remar och Dana Gourrier, samt de tre skådespelarna som fick manuset innan läckan; Bruce Dern, Tim Roth och Michael Madsen.
Senare under våren bestämde sig Tarantino för att ta upp filmprojektet igen med att börja filma i Wyoming från november 2014. Under den årliga San Diego Comic-Con International bekräftade han att inspelningen skulle bli av med en ny version av manuset. Den 23 januari 2015 påbörjades inspelningen i Telluride, Colorado sedan den planerade inspelningen i november 2014 hade skjutits upp.
Filmen hade premiär i en roadshow-version i utvalda biografer den 25 december 2015 med 70 mm-projektorer, innan filmen hade premiär på digitala biografer den 30 december 2015. Filmen möttes av mestadels positiva recensioner av kritiker. Ennio Morricone belönades med en Oscar för bästa filmmusik.

#### Once Upon A Time in Hollywood
Once Upon A Time in Hollywood hade premiär 2019 och utspelar sig i 1960-talets Hollywood med skådespelare som Leonardo DiCaprio, Brad Pitt och Al Pacino.

## Privatliv
År 2009 lärde Tarantino känna den israeliska sångerskan Daniella Pick i samband med marknadsföringen av Inglorious Basterds i Israel. Paret förlovade sig 2017 och gifte sig 2018. Daniella Pick är dotter till den polskfödde israeliske popsångaren Svika Pick.

## Filmografi

### Långfilmer
| År   | Titel                                  | Krediterad som | Krediterad som | Krediterad som | Krediterad som                          | Info                                                |
| År   | Titel                                  | Regissör       | Manus          | Producent      | Skådespelare                            | Info                                                |
| ---- | -------------------------------------- | -------------- | -------------- | -------------- | --------------------------------------- | --------------------------------------------------- |
| 1986 | Love Birds in Bondage                  | Ja             | Ja             | Ja             | Pojkvän                                 | Förlorad kortfilm                                   |
| 1987 | My Best Friend's Birthday              | Ja             | Ja             | Ja             | Clarence Pool                           | Delvis förlorad kortfilm                            |
| 1991 | Efter midnatt                          |                | Ja             | Ja             | —                                       | Associerad producent Okrediterad manus              |
| 1992 | De hänsynslösa                         | Ja             | Ja             |                | Mr. Brown                               |                                                     |
| 1992 | Eddie Presley                          |                |                |                | Asylskötare                             | Cameo                                               |
| 1993 | True Romance                           |                | Ja             |                | —                                       |                                                     |
| 1993 | Killing Zoe                            |                |                | Ja             | —                                       | Exekutiv producent                                  |
| 1994 | Pulp Fiction                           | Ja             | Ja             |                | Jimmie Dimmick                          |                                                     |
| 1994 | Natural Born Killers                   |                | Ja             |                | —                                       | Synopsis                                            |
| 1994 | It's Pat                               |                | Ja             |                | —                                       | Okrediterad                                         |
| 1994 | Sleep with Me                          |                |                |                | Sid                                     | Cameo                                               |
| 1994 | Somebody to Love                       |                |                |                | Bartender                               | Cameo                                               |
| 1995 | Kan det vara ödet?                     |                |                |                | Johnny Destiny                          |                                                     |
| 1995 | Rött hav                               |                | Ja             |                | —                                       | Manusdoktor; okrediterad                            |
| 1995 | Desperado                              |                |                |                | "Pick-up Guy"                           | Cameo                                               |
| 1995 | Four Rooms                             | Ja             | Ja             | Ja             | Chester Rush                            | Segment: "Mannen från Hollywood" Exekutiv producent |
| 1996 | From Dusk Till Dawn                    |                | Ja             | Ja             | Richard Gecko                           | Exekutiv producent                                  |
| 1996 | Girl 6                                 |                |                |                | Sig själv                               | Cameo                                               |
| 1996 | The Rock                               |                | Ja             |                | —                                       | Manusdoktor; okrediterad                            |
| 1996 | Bloody Mess                            |                |                | Ja             | Richard Gecko                           | Cameo; okrediterad Exekutiv producent               |
| 1997 | Jackie Brown                           | Ja             | Ja             |                | Röst från telefonsvarare                |                                                     |
| 1998 | God Said Ha!                           |                |                | Ja             | Sig själv                               | Exekutiv producent                                  |
| 1999 | From Dusk Till Dawn 2                  |                |                | Ja             | —                                       | Exekutiv producent                                  |
| 1999 | From Dusk Till Dawn 3                  |                |                | Ja             | —                                       | Exekutiv producent                                  |
| 2000 | Little Nicky                           |                |                |                | Diakonen                                | Cameo                                               |
| 2003 | Kill Bill: Volume 1                    | Ja             | Ja             |                | "De galna 88"-medlem                    |                                                     |
| 2004 | Kill Bill: Volume 2                    | Ja             | Ja             |                | —                                       |                                                     |
| 2004 | My Name Is Modesty                     |                |                | Ja             | —                                       | Exekutiv producent                                  |
| 2005 | Sin City                               | Ja             |                |                | —                                       | Speciell gästregissör                               |
| 2005 | Mupparna och trollkarlen från Oz       |                |                |                | Sig själv                               | Cameo                                               |
| 2005 | Hostel                                 |                |                | Ja             | —                                       | Exekutiv producent                                  |
| 2005 | Daltry Calhoun                         |                |                | Ja             | —                                       | Exekutiv producent                                  |
| 2006 | Freedom's Fury                         |                |                | Ja             | —                                       | Exekutiv producent                                  |
| 2007 | Death Proof                            | Ja             | Ja             | Ja             | Bartendern Warren                       | Även filmfotograf                                   |
| 2007 | Planet Terror                          |                |                | Ja             | Våldtäktsmannen                         |                                                     |
| 2007 | Hostel 2                               |                |                | Ja             | —                                       | Exekutiv producent                                  |
| 2007 | Sukiyaki Western Django                |                |                |                | Piringo                                 | Cameo                                               |
| 2007 | Diary of the Dead                      |                |                |                | Nyhetsuppläsare (röst)                  | Cameo                                               |
| 2008 | Hell Ride                              |                |                | Ja             | —                                       | Exekutiv producent                                  |
| 2008 | Not Quite Hollywood                    |                |                |                | Sig själv                               | Dokumentär                                          |
| 2009 | Inglourious Basterds                   | Ja             | Ja             |                | Skalperad offer Amerikansk soldat       |                                                     |
| 2010 | Machete                                |                |                | Ja             | —                                       | Okrediterad                                         |
| 2011 | The Greatest Movie Ever Sold           |                |                |                | Sig själv                               | Dokumentär                                          |
| 2012 | The Man with the Iron Fists            |                |                |                | —                                       | Presentatör                                         |
| 2012 | Django Unchained                       | Ja             | Ja             |                | Gruvbolagsanställd Robert (okrediterad) |                                                     |
| 2014 | She's Funny That Way                   |                |                |                | Sig själv                               | Cameo                                               |
| 2015 | The Hateful Eight                      | Ja             | Ja             |                | Berättare (röst)                        |                                                     |
| 2018 | What She Said: The Art of Pauline Kael |                |                |                | Sig själv                               | Dokumentär                                          |
| 2019 | Once Upon a Time in Hollywood          | Ja             | Ja             | Ja             | Red Apple Cigarett Regissör (röst)      | Cameo                                               |
| 2021 | Ennio: The Maestro                     |                |                |                | Sig själv                               | Dokumentär                                          |
| 2021 | Django & Django                        |                |                |                | Sig själv                               | Dokumentär                                          |
| 2023 | Sly                                    |                |                |                | Sig själv                               | Dokumentär                                          |
| 2026 | The Adventures of Cliff Booth          |                | Ja             | Ja             | TBA                                     |                                                     |

### Television
| År        | Titel                             | Krediterad som | Krediterad som | Krediterad som           | Avsnitt                                                                               |
| År        | Titel                             | Regissör       | Manus          | Skådespelare             | Avsnitt                                                                               |
| --------- | --------------------------------- | -------------- | -------------- | ------------------------ | ------------------------------------------------------------------------------------- |
| 1988      | Pantertanter                      |                |                | Elvis imitatör           | Sophia's Wedding: Part 1                                                              |
| 1995      | All-American Girl                 |                |                | Desmond Winocki          | Pulp Sitcom                                                                           |
| 1995      | Cityakuten                        | Ja             |                | —                        | Motherhood                                                                            |
| 2002–2004 | Alias                             |                |                | McKenas Cole             | The Box: Part 1 (2002) The Box: Part 2 (2002) Full Disclosure (2004) After Six (2004) |
| 2005      | CSI: Crime Scene Investigation    | Ja             | Ja             | —                        | Grave Danger: Part 1 Grave Danger: Part 2                                             |
| 2005      | Duck Dodgers                      |                |                | Master Moloch (röstroll) | Master & Disaster                                                                     |
| 2015–2016 | #15SecondScare                    |                |                | —                        | 14 avsnitt Exekutiv producent                                                         |
| 2022      | Super Pumped: The Battle for Uber |                |                | Berättarröst (röstroll)  | 8 avsnitt                                                                             |

## Återkommande skådespelare i Tarantinos filmer
Tarantino använder ofta samma skådespelare i flera av sina filmer.
| Skådespelare      | De hänsynslösa | Pulp Fiction | Four Rooms | Jackie Brown | Kill Bill | Death Proof | Inglourious Basterds | Django Unchained | The Hateful Eight | Once Upon a Time in Hollywood | Totalt |
| ----------------- | -------------- | ------------ | ---------- | ------------ | --------- | ----------- | -------------------- | ---------------- | ----------------- | ----------------------------- | ------ |
| Michael Bacall    |                |              |            |              |           | No          | No                   | No               |                   |                               | 3      |
| Zoë Bell          |                |              |            |              | No        | No          | No                   | No               | No                | No                            | 6      |
| Michael Bowen     |                |              |            | No           | No        |             |                      | No               |                   |                               | 3      |
| Steve Buscemi     | No             | No           |            |              |           |             |                      |                  |                   |                               | 2      |
| Paul Calderón     |                | No           | No         |              |           |             |                      |                  |                   |                               | 2      |
| Laura Cayouette   |                |              |            |              | No        |             |                      | No               |                   |                               | 2      |
| Bruce Dern        |                |              |            |              |           |             |                      | No               | No                | No                            | 3      |
| Leonardo DiCaprio |                |              |            |              |           |             |                      | No               |                   | No                            | 2      |
| Omar Doom         |                |              |            |              |           | No          | No                   |                  |                   | No                            | 3      |
| Julie Dreyfus     |                |              |            |              | No        |             | No                   |                  |                   |                               | 2      |
| Walton Goggins    |                |              |            |              |           |             |                      | No               | No                |                               | 2      |
| Kathy Griffin     |                | No           | No         |              |           |             |                      |                  |                   |                               | 2      |
| Dana Gourrier     |                |              |            |              |           |             |                      | No               | No                |                               | 2      |
| Sid Haig          |                |              |            | No           | No        |             |                      |                  |                   |                               | 2      |
| Lee Horsley       |                |              |            |              |           |             |                      | No               | No                |                               | 2      |
| Samuel L. Jackson |                | No           |            | No           | No        |             | No                   | No               | No                |                               | 6      |
| Harvey Keitel     | No             | No           |            |              |           |             | No                   |                  |                   |                               | 3      |
| Jonathan Loughran |                |              |            |              | No        | No          |                      |                  |                   |                               | 2      |
| Michael Madsen    | No             |              |            |              | No        |             |                      |                  | No                | No                            | 4      |
| James Parks       |                |              |            |              | No        | No          |                      | No               | No                |                               | 4      |
| Michael Parks     |                |              |            |              | No        | No          |                      | No               |                   |                               | 3      |
| Brad Pitt         |                |              |            |              |           |             | No                   |                  |                   | No                            | 2      |
| Eli Roth          |                |              |            |              |           | No          | No                   |                  |                   |                               | 2      |
| Tim Roth          | No             | No           | No         |              |           |             |                      |                  | No                | No                            | 5      |
| Kurt Russell      |                |              |            |              |           | No          |                      |                  | No                | No                            | 3      |
| David Steen       | No             |              |            |              |           |             |                      | No               |                   |                               | 2      |
| Bo Svenson        |                |              |            |              | No        |             | No                   |                  |                   |                               | 2      |
| Uma Thurman       |                | No           |            |              | No        |             |                      |                  |                   |                               | 2      |
| Christoph Waltz   |                |              |            |              |           |             | No                   | No               |                   |                               | 2      |
| Bruce Willis      |                | No           | No         |              |           |             |                      |                  |                   |                               | 2      |
| James Remar       |                |              |            |              |           |             |                      | No               |                   | No                            | 2      |

## Priser och nomineringar

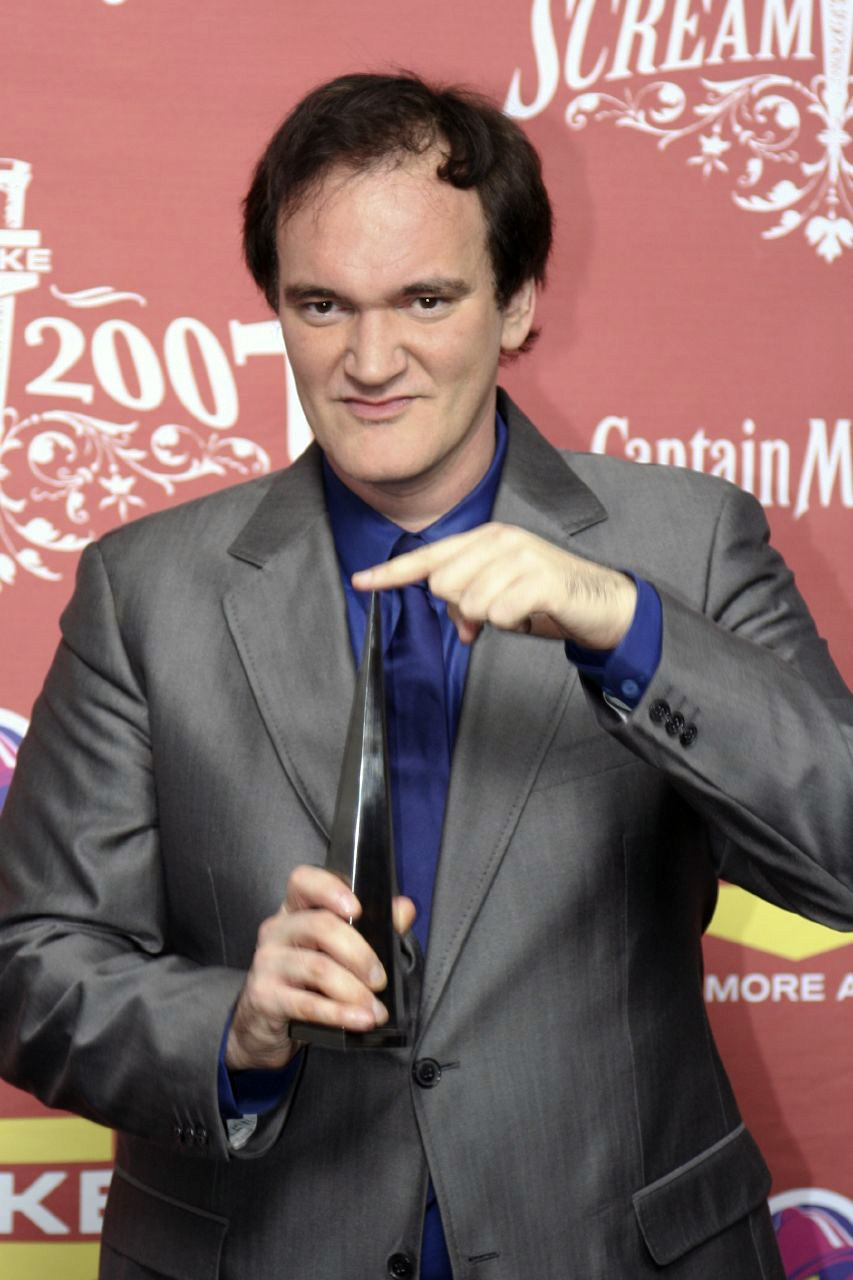
Quentin Tarantino 2007 (Scream Awards)

| Utmärkelse       | År   | Film                 | Kategori            | Resultat  |
| ---------------- | ---- | -------------------- | ------------------- | --------- |
| Oscar            | 1995 | Pulp Fiction         | Bästa originalmanus | Vann      |
| Oscar            | 1995 | Pulp Fiction         | Bästa regi          | Nominerad |
| Oscar            | 2010 | Inglourious Basterds | Bästa regi          | Nominerad |
| Oscar            | 2010 | Inglourious Basterds | Bästa originalmanus | Nominerad |
| Oscar            | 2013 | Django Unchained     | Bästa originalmanus | Vann      |
| Golden Globes    | 1995 | Pulp Fiction         | Bästa manus         | Vann      |
| Golden Globes    | 1995 | Pulp Fiction         | Bästa regi          | Nominerad |
| Golden Globes    | 2010 | Inglourious Basterds | Bästa regi          | Nominerad |
| Golden Globes    | 2010 | Inglourious Basterds | Bästa manus         | Nominerad |
| Golden Globes    | 2013 | Django Unchained     | Bästa manus         | Vann      |
| Golden Globes    | 2013 | Django Unchained     | Bästa regi          | Nominerad |
| Golden Globes    | 2016 | The Hateful Eight    | Bästa manus         | Nominerad |
| BAFTA Awards     | 1995 | Pulp Fiction         | Bästa originalmanus | Vann      |
| BAFTA Awards     | 1995 | Pulp Fiction         | Bästa regi          | Nominerad |
| BAFTA Awards     | 2010 | Inglourious Basterds | Bästa regi          | Nominerad |
| BAFTA Awards     | 2010 | Inglourious Basterds | Bästa originalmanus | Nominerad |
| BAFTA Awards     | 2013 | Django Unchained     | Bästa originalmanus | Vann      |
| BAFTA Awards     | 2013 | Django Unchained     | Bästa regi          | Nominerad |
| BAFTA Awards     | 2016 | The Hateful Eight    | Bästa originalmanus | Nominerad |
| Cannesfestivalen | 1994 | Pulp Fiction         | Guldpalmen          | Vann      |
| Cannesfestivalen | 2007 | Death Proof          | Guldpalmen          | Nominerad |
| Cannesfestivalen | 2009 | Inglourious Basterds | Guldpalmen          | Nominerad |